# Marija fest
Marija fest je hrvatski festival novih duhovnih marijanskih pjesama. Održava se svake godine, počevši od 2003., u podravskom marijanskom svetištu u Molvama. Organizatori su do danas bili Nacionalni centar Udruge Vojske Bezgrešne, Povjerenstvo za pastoral mladih Varaždinske biskupije, Ured za pastoral mladih Bjelovarsko-križevačke biskupije, galerija hrvatske sakralne umjetnosti Laudato i dr. Pokrovitelji su bili Hrvatska provincija sv. Jeronima franjevaca konventualaca, svetište Majke Božje Molvarske, općina Molve, Bjelovarsko-križevačka biskupija, župa Uznesenja BDM Molve, OŠ Molve, PBZ i dr. Medijski ga pokriva Hrvatski katolički radio. Program festivala uključuje susrete mladih, kreativne radionice, svjedočanstva vjere, euharistijsko klanjanje, duhovni nagovor, svečano euharistijsko slavlje, blagoslov Čudotvornih medaljica koje se podijeli sudionicima susreta.
Godine 2015. festival je prvi put sniman kamerama Laudato televizije.
Svake godine festival s održava pod drugim geslom. Godine 2016. održan je pod geslom Milosrđe u misiji radosti.
Na festivalu su do danas nastupali Apostoli mira, Davor Terzić, Kefa, Ljubo Vuković, Maja Tadić, Marija Jaramazović, VIS Matheus, Marija Martinčević, Otkrivenje, VIS Proroci,Petra Antolić, Željka Marinović, Čedo Antolić i zbor Hrid, VIS Izidor, Zbor mladih Belafuža, Cobus, Mihovil i Zvonimir Kalić, Marija Antolić, ŽVS Sveti Marko, Mihovil, Ana-Marija Šarić i dr.

## Vanjske poveznice
- Službene stranice  Arhivirana inačica izvorne stranice od 18. svibnja 2017. (Wayback Machine)